# Ерік Янссон (велогонщик)
Ерік Янссон (швед. Erik Jansson, 14 травня 1907 — 24 липня 1993) — шведський велогонщик.
Бронзовий призер Олімпійських Ігор 1928 року в командній шосейній гонці.